# My tune My turn masami
『My tune My turn masami』（マイ・チューン・マイ・ターン・マサミ）は、日本のシンガーソングライターである吉田政美の1980年発表のオリジナル・アルバムである。

## アルバムの概要
- 吉田にとって『トゥリー・オブ・ライフ』（茶坊主）以来、3年半ぶりのニュー・アルバム。本作以降吉田はアーティスト活動を休止し、プロデューサーの道を歩みはじめる。
- 『トゥリー・オブ・ライフ』同様、菊池まみが参加している。
- 全体的にアルバムは夏向けの爽やかなトーンでまとめられている。
- 本作にて名前を吉田正美から吉田政美に変更している。

## 収録曲

### A面
1. YOU'RE IN THE SKY WITH SODA
  - 作詞：菊池まみ／作曲：吉田政美

シングル盤としてリリース。片面は「夏の記憶に（SAILING FOR TWO）」であり両方A面の規格であった。
2. EYESHADOWはいらない
  - 作詞：菊池まみ／作曲：吉田政美
3. SMOKE RINGS
  - 作詞：菊池まみ／作曲：吉田政美
4. 不思議な出会い
  - 作詞：﨑南海子（さき・なみこ）／作曲：吉田政美
5. 夏の記憶に（SAILING FOR TWO）
  - 作詞：菊池まみ／作曲：吉田政美

シングル盤としてリリース。片面は「YOU'RE IN THE SKY WITH SODA」であり両方A面の規格であった。

### B面
1. 夢の錨をまきあげて
  - 作詞：﨑南海子／作曲：吉田政美
2. 時間まかせ
  - 作詞：﨑南海子／作曲：吉田政美
3. ILLUSION
  - 作詞：菊池まみ／作曲：吉田政美
4. MIDSUMMER NIGHT DATE
  - 作詞：菊池まみ／作曲：吉田政美
5. オレンジ・シティの朝
  - 作詞：﨑南海子／作曲：吉田政美